# 巴合提亚尔的四十枝系
《巴合提亚尔的四十枝系》是中国哈萨克族诗人和民间长诗演唱者根据波斯文学《巴合提亚尔传》改编，和《一千零一夜》的故事结构和写作手法相类似的叙事长诗。是哈萨克“四个四十”或“四大奇文”系列叙事长诗之一。《巴合提亚尔的四十枝系》由40部长诗构成，描写的主要内容为宫廷斗争。该作品是在中国哈萨克族民间影响比较大的一部叙事诗。演唱者往往需要超过1个月的时间才能演唱完这些长诗。

## 历史传承
《巴合提亚尔的四十枝系》内容来源于1296年著成的波斯文学《巴合提亚尔传》。最早的演唱记录是19世纪末，由加努扎克吉老演唱的，然而这部《巴合提亚尔的四十枝系》是由加努扎克吉老自己创作的，还是之前就有人演唱后由加努扎克吉老整理传唱的还不得而知。加努扎克吉老花费了17年的时间完成了这部黑萨并完成了三十八支系，在最后两个支系完成前加努扎克吉老就去世了。这部由加努扎克吉老用古典阿拉伯語书写的《巴合提亚尔的四十枝系》被称为《毛毡书》。
加努扎克吉老的孩子阿尔甫江在父亲的版本上延续创作，并一直演唱到1940年前后。1956年，阿尔甫江的徒弟苏勒坦从阿尔甫江教授中记录为18部并交与当地政府的相关部门。另外，有十几部关于《巴合提亚尔》的长诗和散文故事被当地政府的相关部门所收集。后来，《巴合提亚尔的四十枝系》产生了两种在内容情节上没有太大的差别变体，分别为阿依特哈孜·纳比和阿勒迪亚尔汗·努尔塔扎搜集整理的1650行的变体，于1981年以《阿扎提巴合提》（《Azat baqit》）为题发表。另一个变体则是木拉提别克演唱的960行的《巴合提亚尔》（《Baqtjar》），此版本于1982年发表。两种变体均为哈萨克语撰写。

## 体裁和内容构成
《巴尔提亚尔的四十枝系》原型为散文体，后在中国哈萨克族内开始流传，以篇幅很长的民间叙事诗“黑萨”（qjsa）流传于世。《巴尔提亚尔的四十枝系》主要形式为以十一个音节，三个音段，四行构成的“卡拉约令”为主，但也有两行、六行的诗段。《巴尔提亚尔的四十枝系》结构上模仿《一千零一夜》的故事套故事的结构方式和写作手法。
《巴尔提亚尔的四十枝系》是由40首枝系长诗构成的，但由于黑萨奇的背诵和演唱方法不一样，关于40首枝系是哪些说法并不统一。语言学家尼合买提·蒙加尼认为《巴尔提亚尔的四十枝系》的40个支系分别是《巴合提亚尔》、《达斯塔尔汗》、《夏克尔-夏克尔特》、《谢尔依扎提》、《加木萨甫》、《哈里木-萨里木》、《哈斯木捉马尔特》、《努合曼那合木》、《金鱼》、《阿米尔扎达》、《孜亚达-夏合木拉提》、《吉汗夏》、《哈哈尔曼》、《马尔胡扎尔恩》、《马力克-哈山》、《夏木斯亚》、《铁拐杖》、《阿合别杰尔肯》、《金鹿》、《夏木依扎》、《阿米尔苏勒坦》、《金脚白鹰》、《夏黑吉汗》、《库尔克木谢》、《哈里凯-哈比萨哈提》、《玛丽克-谢仁》、《阿布夏合马》、《巴扎尔汗》、《乞丐国王》、《斯马胡力塔哈尔》、《金发》、《流浪汉》、《国王萨努阿尔》、《霍加哈潘》、《乌拉孜毛拉》、《贼和老虎》、《王子》、《热阿合西的黑萨》等。其中《巴合提亚尔》是《巴尔提亚尔的四十枝系》的核心，所有的枝系都是以巴合提亚尔被判死刑为主线展开的。

## 内容梗概
老国王去世以后，由宰相阿斯巴哈斯抚养长大的阿扎提巴合提国王继位。宰相阿斯巴哈斯有一位美丽动人的女儿叫夏尔班。一次新国王假借外出打猎为名，带上了夏尔班，并在荒无人烟的荒漠强行纳夏尔班为妃。事后夏尔班发现自己怀上了国王的孩子，并被自己的宰相父亲发现。愤怒异常的宰相和听闻此事的百姓决心为夏尔班报仇，准备杀死阿扎提巴合提国王。国王听闻此事后，慌张的带着夏尔班逃离了自己的王国。逃跑的路上，夏尔班怀上的儿子出生了。然而此时他们因为害怕被追捕者追上，又遭到了冰雹的袭击。不得不将襁褓中的婴儿放在了名为“毒井”的荒野处，婴儿被裹进在了一套金饰外套中。国王和夏尔班挥泪离开，继续逃亡。
婴儿后来被路过“毒井”的40个强盗发现了。强盗首领帕力克萨瓦尔因为没有子女，便收养了这个弃婴，并给他起名为“胡代达特”。慢慢长大的胡代达特展现了异于常人的聪明天赋，并且非常讨人喜欢，强盗首领便请老师教他识字和知识，不知不觉中胡代达特的学识已经超过了自己的老师。成年后，胡代达特开始劝说自己的养父改邪归正，强盗首领被孩子的话所打动，决心洗心革面，然而首领的手下要求他再进行最后一次抢劫。这一次，胡代达特也跟着强盗团队出发了。在抢劫一个商队时，不料强盗们被击败，胡代达特的坐骑落入陷阱，胡代达特被俘。
此时，阿扎提巴合提国王已经逃亡至另一个国家，在该国国王的帮助劝说下，阿扎提巴合提国王回到了自己的王国重新得到了自己的王位继续执政。俘虏胡代达特的商队，将胡代达特送交于国王。国王收留了这个聪明能干的“强盗”，并命令他去放马且赐给他新的名字“巴合提亚尔”，也就是“带来幸福”的意思。巴合提亚尔聪明过人，将国王交给他的任务完成的非常出色，国王非常赏识他，开始让他管理国家商务。巴合提亚尔将每件事情处理的井井有条。国王又让他管理起了国家财政。巴合提亚尔的管理使得国家财政收入开始出现盈余，国家开始变得富有。
能干的巴合提亚尔受到国王器重的同时却遭到了15个宰相的嫉妒。15个宰相为了陷害巴合提亚尔设了一计。他们一起灌醉了巴合提亚尔，然后让他拿了一把剑，并骗他进入了国王和夏尔班的卧室。15个宰相向国王进谗言道：巴合提亚尔准备要杀了你并强占你的老婆。国王听信了宰相们的谗言，恼羞成怒地决定要绞死巴合提亚尔。酒醒后的巴合提亚尔知道自己蒙受了冤屈，为了拖延行刑时间，巴合提亚尔想出了对策，便开始给国王用歌唱的形式讲起了故事。故事非常吸引人，每当到了故事的关键时刻，时间已经入夜，听的着迷的国王为了听个究竟便下令缓刑一天。如此日复一日，巴合提亚尔连续40天讲了40个故事，而绞刑的事也被拖延了40天。这时候，15个宰相害怕出现变故，要求国王快点出四个巴合提亚尔，国王便下令，在第41天的时候行刑。
巴合提亚尔的养父强盗首领听闻了这个消息，连夜赶往巴合提亚尔所在的城市。在巴合提亚尔被送到刑场的时候，强盗首领带着捡到巴合提亚尔时，包裹他的金饰外套去见国王，要求把外套归还给巴合提亚尔。强盗首领哭着给巴合提亚尔讲述了他的身世，并将金饰外套披在了巴合提亚尔身上。国王和夏尔班认出了金饰外套是当初遗弃自己的孩子时的包裹之物，并认出了自己遗弃在“毒井”的儿子，国王和夏尔班搂着巴尔提亚尔放声大哭。15个宰相的诡计也被揭穿，他们得到了审判。巴尔提亚尔最终成为了一个公正廉洁的统治者。

## 特色
《巴合提亚尔的40个枝系》在内容上主要体现了伊斯兰教文化的精神，不过也存在哈萨克对腾格里信仰以及萨满教信仰的痕迹。《巴合提亚尔的40个枝系》不仅在故事内容来源是来自波斯及阿拉伯世界，而且在部分词语的使用上，例如国王、宰相、王子、强盗等，也大量借用阿拉伯语和波斯语的词汇。不过该艺术作品不仅是对阿拉伯、波斯的来源故事的照搬。在后来的演绎和创作中，大量的哈萨克族文化和风俗习惯融入了其中。例如，阿扎提巴合提国王和夏尔班逃往他国时，哪个国家的国王正在给自己的孩子举行“什勒迭哈娜”  ，以及受尊敬的长辈给晚辈的“巴塔”。另外，《巴合提亚尔的40个枝系》内容上多次提及哈萨克人对“四十”的喜爱，如40个强盗、40个婢女等。